# Typhloiulus seewaldi
Typhloiulus seewaldi är en mångfotingart som först beskrevs av Pius Strasser 1967.  Typhloiulus seewaldi ingår i släktet Typhloiulus och familjen kejsardubbelfotingar. Inga underarter finns listade i Catalogue of Life.